# Lucho Gatica

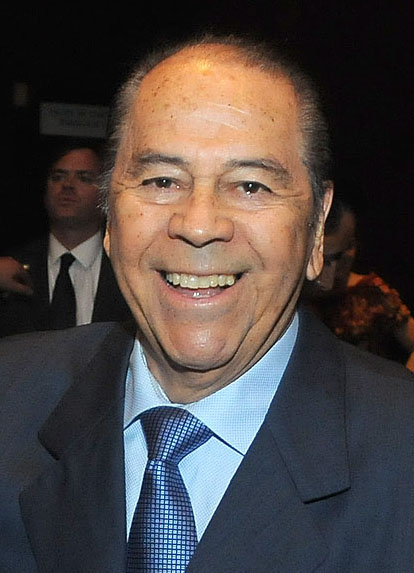
Lucho Gatica (2011)

Lucho Gatica (Luis Enrique Gatica Silva; * 11. August 1928 in Rancagua; † 13. November 2018 in Mexiko-Stadt) war ein chilenischer Sänger.

## Karriere
Gatica hatte seine ersten Auftritte als Sänger im Teatro Apolo seiner Heimatstadt als Duopartner seines älteren Bruders Arturo Gatica, der ihm auch erste Plattenaufnahmen bei Odeon ermöglichte. Bekannt wurde er mit Boleros wie Contigo en la distancia, En Nosotros und Sinceridad. Internationale Erfolge in Lateinamerika, Portugal und Spanien hatte er dann mit Titeln wie El Reloj, La Barca, Novia Mia und No Me Platiques.
Seine erste internationale Tournee startete Gatica 1954 mit dem Orchester von Roberto Inglés in Buenos Aires. Sie führte ihn über Uruguay und Brasilien bis nach London, wo er bei der BBC auftrat und Aufnahmen bei Parlaphone einspielte, darunter den berühmten Titel Bésame mucho. Mitte der 1950er Jahre trat er wochenlang in Havanna im überfüllten Blanquita Theater, dem zweitgrößten Konzertsaal Kubas, und im Tropicana Night Club auf und debütierte im Fernsehen.
1956 ging er zu weiteren Plattenaufnahmen nach Mexiko und wirkte dort in vier Spielfilmen mit. 1959 wurde er auf dem Flughafen von Madrid von 5000 Fans begrüßt. Zu seinen Auftritten kamen Angehörige des Königshauses ebenso wie Politiker und Filmstars. Aus dieser Zeit datierte auch seine Freundschaft mit Ava Gardner. Es schlossen sich Auftritte im Casino Estoril in Portugal an.
Anfang der 1960er Jahre hatte Gatica bereits 22 Millionen Tonträger weltweit verkauft. Nach einem Konzert im Araneta Coliseum in Manila vor 160.000 Zuschauern 1964 folgte ein Auftritt in der New Yorker Carnegie Hall mit einem Sinfonieorchester unter Leitung von Lalo Schifrin. Danach hatte er einen Auftritt mit Nat King Cole in der Hollywood Bowl, spielte mit Nelson Riddle und seinem Orchester englischsprachige Titel für Capitol Records ein und war Gast in den Fernsehshows von Dinah Shore, Perry Como und Patti Page.
Zahlreiche weitere Plattenaufnahmen und Konzertreisen (u. a. in den Nahen Osten und nach Japan) folgten in den 1960er, 1970er und 1980er Jahren. Das Doppelalbum Bolero is…Lucho Gatica, das EMI Spanien 1991 produzierte, wurde in zwei Wochen 400.000 Mal verkauft. 1993 erschien bei BMG das Album 40 Years Singing About Love. Bei einer zweistündigen Sendung von HBO 1996 zu seinen Ehren trat Gatica u. a. mit Julio Iglesias, Celia Cruz, Luis Miguel und Juan Gabriel auf.
Neben mehreren Goldenen und Platin-Schallplatten erhielt Gatica u. a. die Medaille des Kongresses von Ecuador, die Santa Cruz Triana de O’Higgins des chilenischen Staates und 1992 die Gaviota de Oro beim Festival de Viña del Mar. 2007 überreichte ihm die chilenische Präsidentin Michelle Bachelet die Goldmedaille des chilenischen Komponistenverbandes. 2008 wurde ihm für sein Lebenswerk in Las Vegas
ein Latin Grammy verliehen, und er erhielt einen Stern auf dem Hollywood Walk of Fame.
Gatica starb im November 2018 in Mexiko, wo er seit 1957 lebte, im Alter von 90 Jahren.